# 巴杰佩
巴杰佩（Bajpe），是印度卡纳塔克邦Dakshina Kannada县的一个城镇。总人口8032（2001年）。

## 人口
该地2001年总人口8032人，其中男性3872人，女性4160人；0—6岁人口912人，其中男480人，女432人；识字率78.29%，其中男性为81.82%，女性为75.00%。